# Saccharissa
Saccharissa is een geslacht van vliesvleugeligen uit de familie Eucharitidae. De wetenschappelijke naam van dit geslacht is voor het eerst geldig gepubliceerd in 1886 door Kirby.

## Soorten
Het geslacht Saccharissa omvat de volgende soorten:
- Saccharissa alcocki Heraty, 2002
- Saccharissa contigens (Walker, 1862)
- Saccharissa latifurca Boucek, 1988
- Saccharissa vicina (Masi, 1927)